# Paparazzi (dal)
A Paparazzi Lady Gaga amerikai énekesnő dala a The Fame (2008) című debütáló stúdióalbumáról. Az album ötödik és egyben utolsó kislemezeként jelent meg az Interscope Records gondozásában. Gaga a dalt Rob Fusarival közösen írta és készítette el. A dalt Gaga abból az okból írta, hogy bemutassa küzdelmeit, amelyek a hírnév velejárói. Zeneileg egy gyors tempójú techno-pop és dance-pop szám, amelynek szövege egy zaklatóról szól, aki követ valakit, hogy figyelmet és hírnevet szerezzen.
A videóklip 2009. május 29-én jelent meg, 2009. július 6-án pedig Írországban és az Egyesült Királyságban digitálisan, Ausztráliában pedig július 10-én fizikailag is megjelent a Paparazzi. A LoveGame-t eredetileg harmadik kislemezként tervezték megjelentetni az Egyesült Királyságban, de amikor a dalszövegét és a klipjét vitathatónak ítélték, úgy döntöttek, hogy a Paparazzi jelenik meg helyette. A Paparazzit a kritikusok elismerően fogadták „szórakoztató” és klubbarát jellegéről. Kereskedelmi szempontból is sikeres volt: Ausztrália, Kanada, Írország, az Egyesült Királyság és az Egyesült Államok zenei listáinak Top 10-es mezőnyében szerepelt, a Csehországban, Németországban és Skóciában pedig vezette a listákat.
A számhoz készült videóklip egy kisfilm, melyet Jonas Åkerlund rendezett. Gaga egy kudarcra ítélt ifjú sztárt alakít, akire vadásznak a lesifotósok és az udvarlójával (akit Alexander Skarsgård játszik) történő dulakodás közben majdnem életét veszti. Később aztán láthatjuk hogy éli túl az esetet, hogy áll bosszút a férfin, és hogy lesz újra híres ezáltal. A videó 2009-ben két MTV Video Music Awards-díjat is nyert, A legjobb művészeti rendezésért és A legjobb speciális effektekért. Gaga a dalt élőben előadta a 2009-es MTV Video Music Awards-on, amely a hírnév halálhoz vezető negatív hatását szimbolizálta. A Paparazzi felkerült számos koncertturnéja és rezidencia show-jának dallistájára.

## Háttér és kiadás
Mielőtt híressé vált volna, Lady Gaga 2006 márciusában találkozott Rob Fusari zenei producerrel, akivel májusban randizni kezdett. Gaga naponta utazott New Jerseybe, hogy Fusarival együtt dolgozzon a már megírt dalokon és új anyagot komponáljon. Fusari a közös munka során Freddie Mercuryhoz, a Queen énekeséhez hasonlította néhány hangtechnikáját. A „Lady Gaga” művésznevet is ő alkotta meg a Queen Radio Ga Ga című dala után. Bár Fusari és Gaga zenei együttműködése eleinte sikertelen volt, a páros hamarosan több dalt kezdett írni Gaga számára. 2007 vége felé Gagát menedzsment cége bemutatta a dalszerző és producer RedOne-nak, akit szintén ők menedzseltek.
2008-ra Gaga Los Angelesbe költözött, hogy lemezkiadójával együtt dolgozzon debütáló albumán, a The Fame-en, és létrehozta saját kreatív csapatát, a Haus of Gagát. A Paparazzi volt az egyik dal, amelyet Gaga és Fusari írt, aki a szám producere is volt. A Rolling Stone-nak adott 2009-es interjújában Gaga felidézte kapcsolatát egy Luke nevű heavy metal dobossal, aki a The Fame legtöbb dalának, köztük a Paparazzi című dalnak az ihletője lett. A dal Gaga számára egy szimbólummá vált, amellyel saját nárcizmusa és hírnév utáni vágya elől menekülhetett. Luke-ba belebolondult, „élete szerelmének” nevezte, kész volt rajongani érte, megfordítani a kamerát és lefényképezni őt.
Az ausztrál Daily Telegraphnak Gaga elmondta, hogy a Paparazzi a siker és a szerelem közötti egyensúlyért folytatott küzdelemről szól. További magyarázatok szerint a dal arról szól, hogy megpróbálja megnyerni a paparazzókat és a médiát a maga javára. „Ez egy szerelmes dal a kameráknak, de egy szerelmes dal a hírnévről vagy a szerelemről is – lehet mindkettő, vagy csak az egyik” – fejezte be. A Paparazzi az album harmadik kislemeze volt Írországban, Olaszországban és az Egyesült Királyságban, a negyedik Kanadában és az Egyesült Államokban, az ötödik pedig Ausztráliában, Franciaországban és Új-Zélandon. Bár 2009. július 6-án jelent meg az Egyesült Királyságban és négy nappal később Ausztráliában, a LoveGame eredetileg a harmadik kislemezként lett volna kiadva, de mivel a dalszöveg és a klip vitatható volt, úgy döntöttek, hogy a Paparazzi jelenik meg helyette.

## Felvétel és kompozíció
A Paparazzit a New Jersey-i Parsippany-Troy Hillsben található 150 Studiosban vették fel. A szám produceri és dalszerzői munkája mellett Gaga háttérvokálokat is készített, valamint zongorázott és szintetizátorozott. Calvin "Sci-Fidelty" Gaines végezte a programozást, Fusari pedig a hangmérnöki munkát és a felvételt. A dal végleges verziójának elkészítésében részt vett még Robert Orton, aki a hangkeverést végezte, valamint Gene Grimaldi, aki a kaliforniai Burbankben található Oasis Mastering Studiosban végezte a maszterelést.
A Paparazzi egy dance-pop és techno-pop dal, amely Gaga korábbi kislemezeihez, a Just Dance-hez és a Poker Face-hez hasonlóan gyors tempójú, fülledt ritmusú. A dalnak egyenletes elektro-szinti groove ritmusa van, C-mollban íródott, a percenkénti leütésszáma pedig 115. A dal ütemmutatója 4/4, Gaga hangterjedelme G3-tól E♭5-ig terjed. A Paparazzi dalszövege a zaklatásról és a hírnév csapdáiról szól. Gaga arról énekel, hogy vágyik a kamerák figyelmére: „Én vagyok a legnagyobb rajongód/követni foglak, amíg meg nem szeretsz engem/Papa, paparazzi”.

## A kritikusok értékelései

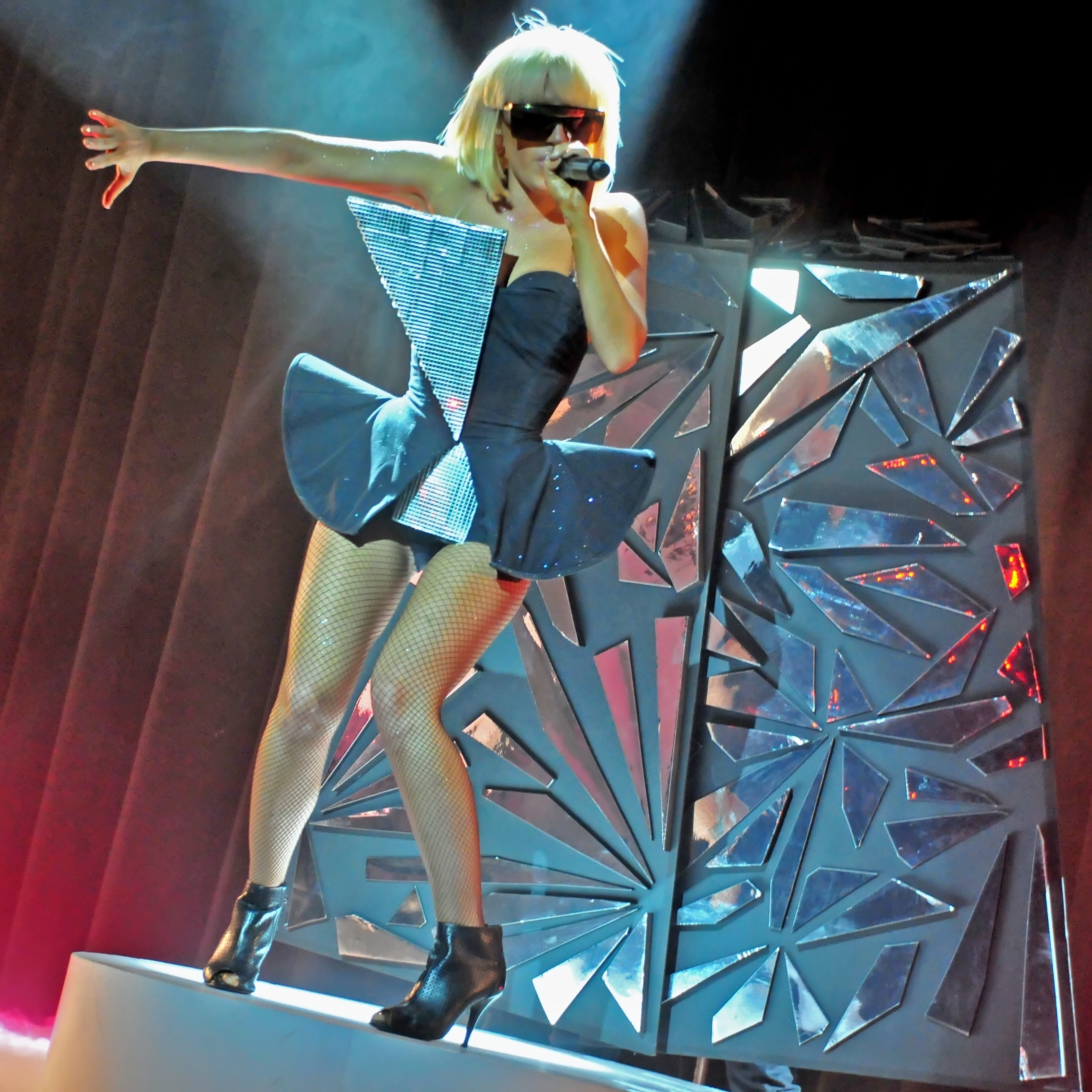
Gaga a Paparazzi előadása közben a The Fame Ball Touron (2009)

A dal pozitív véleményeket kapott a zenekritikusoktól, és évekkel a megjelenése után is Gaga diszkográfiájának egyik legjobb dalaként tartják számon.A Rolling Stone 2011-ben Gaga második legjobb dalának nevezte, dicsérve a dal témáját és ritmusát. Jill Menze, a Billboard munkatársa a The Fame Ball Tour kritikájában megdicsérte Gaga énekhangját a dalban, mondván: „A Paparazzi című, hírnévről szóló ballada megmutatta, mennyire ügyesen bánik a hangterjedelmével”. Alexis Petridis a The Guardiantól azt mondta, „Hamar megunhatod, hogy az album témáját folyamatosan ismételgetik, de a Paparazzi dallama beköltözik az agyadba, és nem hajlandó elmozdulni onnan”. Stephen Thomas Erlewine az AllMusic-tól okosnak nevezte a dalt, és azt mondta, hogy „egyszerre működik dicsőséges pop trashként és annak gonosz paródiájaként”.
Priya Elan a The Times-tól úgy vélte, hogy még az „album sztárság témájának magját adó dalok hármasa (Paparazzi, Beautiful Dirty Rich és a címadó szám) sem a hírnév addiktív őrültségén mereng, inkább a passzív megfigyelést választja”. David Balls a Digital Spy-tól dicsérte Gaga döntését, hogy két pörgős (Just Dance és Poker Face) után egy középtempós számot ad ki, mondván, hogy a „tipikusan fülbemászó refrénnek és néhány okos, celeb-témájú dalszövegnek köszönhetően nagyon izgalmas a kivitelezésben. Egy vidáman önfeledt videóval megtámogatva úgy tűnik, GaGa még mindig szorosan a markában tart minket, és, khm, visítozunk a folytatásért”.
Evan Sawdey a PopMatters-től azt mondta, hogy mind a Paparazzi, mind a korábbi kislemez, a Poker Face összehasonlítható az első kislemez, a Just Dance zenei stílusával, de hozzátette, hogy „egyszer sem érezni, hogy Gaga szándékosan ismétli önmagát; ehelyett a hibái csak abból adódnak, hogy olyan területet fed le, amelyre nyilvánvalóan nem készült fel”. Freedom du Lac a The Washington Posttól azt mondta, hogy bár Gaga kissé komolyra fordul, miközben rosszallóan énekli a Paparazzi-t, a dal laposnak és semmitmondónak hat. Erika Howard a New Times Broward-Palm Beach-től a legbeszédesebb számnak nevezte az albumról.
A Pitchfork Media a Paparazzi-t a 83. helyre sorolta a 2009-es év 100 legjobb számának listáján. Az NME a 9. helyre helyezte a 2009-es év legjobb dalainak listáján.

## Kereskedelmi teljesítmény
Az Egyesült Államokban a dal a Billboard Hot 100-as listán a 74. helyen debütált a 2009. szeptember 12-i kiadásban, majd a hatodik helyig jutott, ezzel Gaga negyedik egymást követő Top 10-es kislemeze lett a listán. A dallal Gaga csatlakozott Christina Aguilerához, Beyoncéhoz és Fergie-hez, mint az egyedüli nők ebben az évtizedben, akik négy Hot 100-as Top 10-es helyezést értek el egy debütáló albumról. A dal a Billboard Pop Songs chartjának élére is felkerült, ezzel Gaga lett az első olyan előadó a Pop Songs chart 17 éves történetében, akinek debütáló albumáról az első négy kislemezdal a lista élére került. A dal a Hot Dance Club Songs listájának élére is felkerült. A Nielsen Soundscan adatai szerint 2018 februárjáig 3,6 millió digitális letöltést adtak el belőle az Egyesült Államokban. Ez lett Gaga negyedik dala, amely átlépte a hárommilliós határt, és ötszörös platina minősítést kapott az Amerikai Hanglemezgyártók Szövetsége (RIAA) által. A Paparazzi a Canadian Hot 100-as listán a 92. helyen debütált, majd a következő héten az 57. helyre lépett előre, és a hét legnagyobb digitális előretörője lett. A dal végül a harmadik helyen tetőzött a listán, a 13. héten.
A Paparazzi a hivatalos ausztrál kislemezlistán a 73. helyen debütált a 2009. június 1-jei kiadáson, és a következő héten a 27. helyre ugrott. A dal végül a második helyen tetőzött, ezzel Gaga negyedik Top 5-ös kislemezét érte el Ausztráliában. A dalt az Ausztrál Hanglemezipari Szövetség (ARIA) hatszoros platinalemezzé minősítette 420 000 példányban történő kiszállításáért. Új-Zélandon a Paparazzi a 23. helyen debütált a 2009. június 22-én véget ért héten, majd az ötödik helyig jutott. A dalt az új-zélandi Recording Industry Association of New Zealand (RIANZ) 14 hét után aranylemezzé minősítette, mivel több mint 7500 példányt szállítottak belőle.
Az Egyesült Királyságban a Paparazzi 2009 februárjában a 99. helyen debütált a brit kislemezlistán a digitális letöltéseknek köszönhetően a The Fame megjelenése után. A 2009. június 21-i kiadásban a 13. helyet érte el, miután az előző heti 43-ról erre a pozícióra ugrott. A következő héten a dal tovább emelkedett a nyolcadik helyre, és végül a negyedik helyen tetőzött. 2022 júliusáig a dalból 942 000 példányt adtak el az Egyesült Királyságban, 39 millió streameléssel, és a Brit Hanglemezgyártók Szövetsége (BPI) dupla platina minősítést adott neki. A Paparazzi a 38. helyen debütált az ír kislemezlistán, és a negyedik helyig jutott. A Paparazzi első helyezést ért el Németországban, ezzel Gaga második listavezetője lett az országban. A dal a holland Top 40-ben is debütált, a 2009. július 18-i kiadás 27. helyén. A listán töltött hatodik hetén a negyedik helyen tetőzött. Olaszországban a dal a 19. helyen debütált, majd felkapaszkodott a harmadik helyre, és ez lett Gaga második Top 3-as helyezése.

## Videóklip

### Háttér

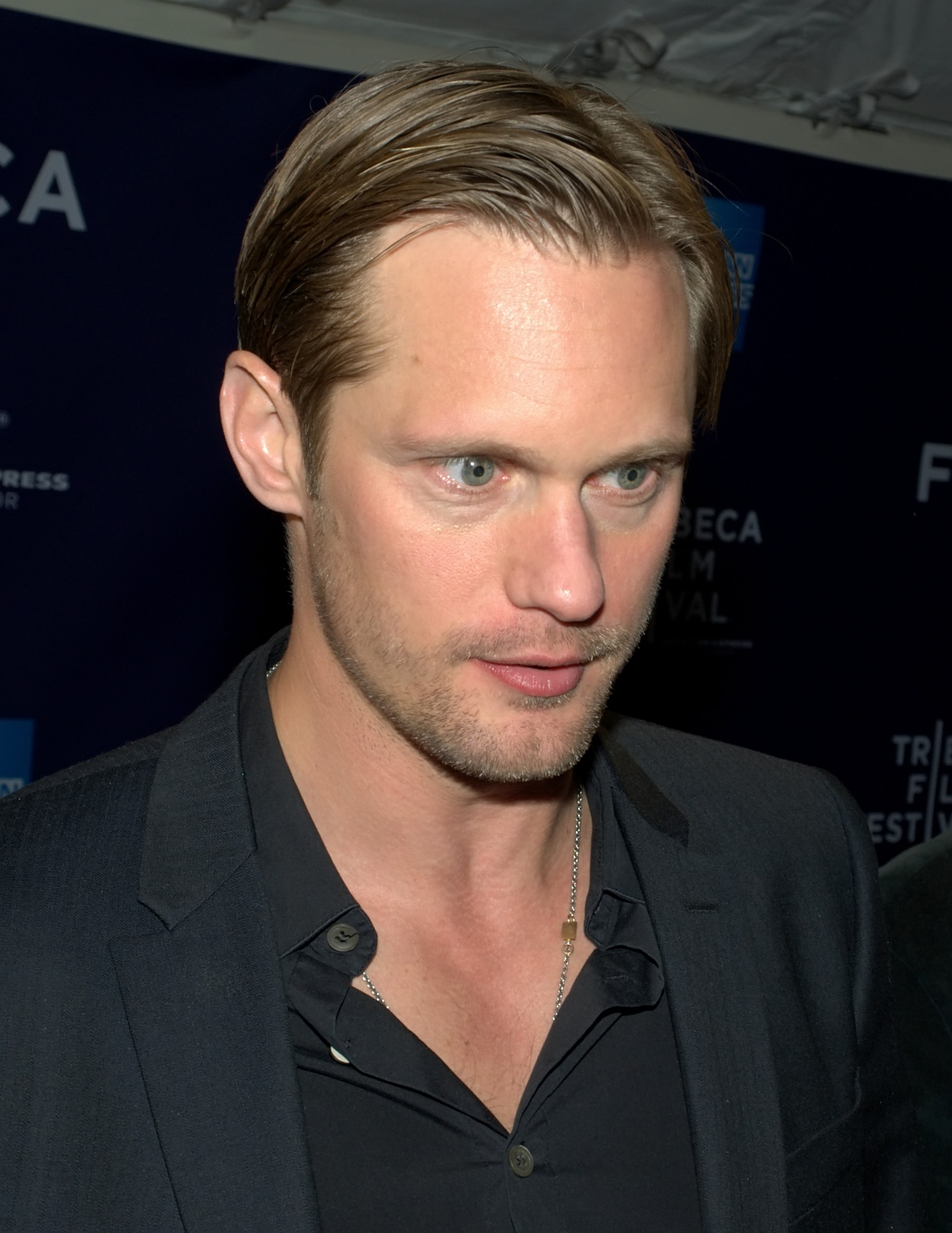
Alexander Skarsgård, a klip férfi főszereplője

A klipet Jonas Åkerlund svéd rendező készítette, aki korábban olyan előadók klipjeit rendezte, mint a The Smashing Pumpkins, Madonna, Moby, Rammstein és a U2. Felesége, Bea Åkerlund volt Gaga stylistja a kliphez. A filmet 2009. április 13-14-én forgatták a kaliforniai Malibuban található Villa de Leónban és a Los Angeles-i Bel Airben található Chateau d’Orban. Gaga az MTV News-nak elmondta, hogy elégedett a Paparazzi kész verziójával, és egy rövidfilmhez hasonlította azt. A The Canadian Pressnek 2009. május 26-án adott interjújában Gaga a videóklipet „a legcsodálatosabb kreatív munkának nevezte, amit eddig összeállított”. Így ismertette a videó üzenetét:

„Igazi, őszinte, erőteljes üzenete van a hírnévhajhászásról, a halálról és a hírességek hanyatlásáról, valamint arról, hogy ez mit tesz a fiatalokkal. A videó olyan eltúlzott szituációkat jelenít meg, amelyeken keresztül kell menni ahhoz, hogy valaki híressé váljék. Különösképp a pornográfia és a gyilkosság. Ezek is a videó fő elemei közé tartoznak.”

Később a V magazin címlapsztorijában Gaga úgy vélekedett, hogy Diana walesi hercegnére utal a videóban, azt állítva, hogy azért halt meg, mert mártírként szimbolizálta a hírnevet. A videó premierje 2009. június 4-én lett volna az Egyesült Királyságban és Írországban, a Channel 4 csatornán. Azonban ausztráliai turnéja során Gaga 2009. május 29-én Twitter-fiókján egy üzenetet tett közzé: „Fejezzétek be a kib*szott videóim kiszivárogtatását!”, ami arra utalt, hogy a videó az énekesnő beleegyezése nélkül került nyilvánosságra.

### A klip története

Gaga fém ruhát és sisakot visel, miközben mankóival járni próbál a Paparazzi klipjében

A videóklip hét perces. Alexander Skarsgård svéd színész játssza Gaga barátját. A videóban egy gyilkos cselekményszál szerepel, és egy kudarcra ítélt ifjú sztárt mutat be, akit folyamatosan követnek a lesifotósok. Története egy tengerparti villában veszi kezdetét. Gaga és barátja az ágyon fekszenek és svédül beszélgetnek. Kimennek az erkélyre, ahol heves csókolózásba kezdenek, ám eközben valaki titokban fényképezi őket. Gaga rájön, hogy a barátja összebeszélt egy paparazzival, hogy lefényképezze őt, és megpróbálja megállítani. Küzdelme azonban hiábavaló, még akkor is, amikor megüti a férfit, és egy utolsó kétségbeesett védekezési kísérletként egy pezsgősüveggel arcon vágja a férfit. Feldühödött barátja erre lehajítja őt az erkélyről. Gagát ezután a földön, saját vérében fekve láthatjuk, miközben több paparazzi is megjelenik, és lefotózzák a testét a pletykalapoknak, amelyek aztán megírják, hogy Gaga karrierje véget ért. A Rolling Stone magazin szerint ez a jelenet Alfred Hitchcock Szédülés (Vertigo) című filmje előtt tiszteleg.
A következő jelenetben Gaga kiszáll egy limuzinból és férfitáncosai egy tolószékbe ültetik. A Paparazzi dal ebben a jelenetben kezdődik csak el. Miután betolják egy épületbe, Gaga föláll és egy pár mankó segítségével sétálni kezd a szőnyegen, miközben egy egyrészes, fém ruhát és hozzáillő sisakot visel. A fémjelmez a Metropolis (1927) című filmre utal. A jelenetet meg-megszakítják az épületben szerteszét heverő modellek holttesteinek képei és egy aranyozott kanapén éneklő Gaga. A második jelenet egésze ezen a kanapén játszódik – Gaga három rockzenésszel csókolózik egészen a „Loving you is cherry pie” sorig. A Snake of Eden néven ismert trió a Daisy of Love című TV-műsorból ismertek. Az MTV szerint ez a jelenet egy utalás a Warrant amerikai glamrock zenekar Cherry Pie című számára. A következő rövid jelenetben Gaga egy filmszalagokból készült ruhát visel, és mohikán-frizurája van.
A videó csúcsjelenetében Gaga és félszeművé vált barátja egy kanapén ülnek és újságot olvasnak. Gaga sárga ruhát visel, amelyen egérfejek és vállrészén a ruhát borító egérmotívumok füleire emlékeztető fekete körök vannak. A The Guardian Minnie egérhez hasonlította Gagát ebben a jelenetben. Gaga végre elérkezettnek látja az időt a bosszúra, és egy fehér, mérgező port szór barátja italába. Egy kanállal elkeveri a port a folyadékban, majd elégedetten megnyalja a kanalat. Miután megitatja barátjával az italt, az holtan összeesik. Gaga felhívja a 911-es segélyhívó számot és bevallja, épp most ölte meg a barátját. A rendőrség kimegy a helyszínre, és letartóztatja Gagát. A rendőrautóhoz vezetett Gagának már csigavonalban feltekert haja van. A paparazzók most is megjelennek, és számos fényképet készítenek a gyilkosságra vetemedett énekesnőről. Láthatjuk a nekik köszönhetően friss képekkel megjelentetett pletykalapok címlapjait, amelyek Gaga ártatlanságáról írnak, illetve arról, hogy ismét reflektorfénybe került és visszaszerezte hírnevét. A videó végén Gagát rendőrségi arcképfotókhoz pózolva láthatjuk, s közben egy fémszínű ruhát visel, mely a kislemez borítóján is látható.
Gaga Telephone című számának videója ott folytatódik, ahol a Paparazzi klipjének története abbamaradt. Arról szól, mi történik Gagával letartóztatása után.

### Fogadtatás
A Rolling Stone írója, Daniel Kreps a videót a Guns N’ Roses 1992-es November Rain című klipjéhez hasonlította. A halott modelleket ábrázoló jeleneteket gyomorforgatónak írta le, miközben megdicsérte a videót, mert „bővelkedik a filmes stílusban [úgy], hogy nehéz levenni róla a szemünket, bár valószínűleg egy kicsit önelégültnek fogják címkézni”. A videó kiszivárgását is kommentálta, mondván, hogy „többet érdemelt volna egy egyszerű szivárgásnál; megérdemelt volna egy vörös szőnyeget”. Anna Pickard a The Guardiantól megdicsérte a videót, mondván, hogy „elég sok munka van benne”. Ugyanakkor úgy vélte, hogy a videó túl hosszú. Az Entertainment Weekly pozitív kritikát adott a videóról, mondván, hogy „még többet kapunk abból a következő szintű kakukktojástól, amit a Stefani Joanne Angelina Germanotta néven született lánytól elvárhatunk”. A videó lesifotós témáját Britney Spears 2004-es klipjéhez, az Everytime-hoz hasonlították. Az MTV News egy „1940-es évekbeli romantikus-epikus stílusú videónak” nevezte a videót, amely „egyszer és mindenkorra bebizonyítja, hogy Gaga egy igazi egyéniség, egyedi látásmóddal”. A videót öt VMA-díjra jelölték a 2009-es díjátadón A legjobb rendezés, A legjobb vágás, A legjobb speciális effektek, A legjobb operatőri munka és A legjobb művészeti rendezés kategóriákban. A Poker Face négy másik jelölésével együtt Beyoncéval holtversenyben ő kapta a legtöbb jelölést abban az évben. A videó elnyerte A legjobb művészeti rendezés és A legjobb speciális effektek díját.

## Élő előadások
2009. február 14-én előadta a Paparazzi számát a brit The Album Chart Show műsorban, hogy népszerűsítse a The Fame című debütáló albumát. 2009. május 1-jén egy amerikai rádiónál, a Capital Radio 95.8 FM-nél adta elő a szám akusztikus verzióját zongorán. 2009. június 26-án Gaga a Glastonbury Fesztiválon adta elő a dalt egy ezüst dobozból előbújva a színpadon. A dal Gaga első világkörüli turnéjának, a The Fame Ballnak is szerves részét képezte – ez volt a koncertek nyitószáma. A show a „The Heart” című videó intróval kezdődött, amelyben Gaga egy Candy Warhol nevű alternatív személyiséget alakított. Az előadás közben egy ezüst és fekete színű, tütü-szerű szoknyát viselt. Körülötte táncosai olyan lemezeket tartottak, amelyek kristályokkal voltak kirakva, és teljesen elrejtették őket. A színpadot mesterséges köd borította, és a háttérből erős megvilágítás kísérte a produkciót.
Gaga a 2009-es MTV Video Music Awardson is előadta a dalt. A színpadon fekve kezdte el énekelni, mely a díszletekkel egy díszes palotát idézett. Előadása közben fehér maszkot és ruhát viselt, melyhez egy palást is tartozott. Miután táncosai felállították, velük együtt táncolni kezdett. Egyik táncosa a dal klipjét idézve tolószékben gurult be a színpadra, miközben Gaga egy mankóval folytatta táncát. Ezután leült a zongorához, és azon kezdett el játszani, s közben egyik lábát is felrakta a hangszerre. Felállva a zongorától folytatta az éneklést, miközben művér kezdett hasára folyni mellkasáról. Egyik táncosa megfogta és lefektette a színpadra, majd jajveszékelni kezdett, mintha táncosai rá akarnának támadni. A záró részben „élettelenül” lógott táncosai fölött egy kötélen, egyik kezét a magasba emelve, immár arcán is művérrel, s közben a háttérből dicsfény áradt a „halott” énekesnőre. Gaga később elmondta, hogy előadásával rajongóinak szeretett volna örömet szerezni. Ashley Laderer a Billboardtól úgy vélekedett, hogy „ez volt az az előadás, ami igazán Lady Gagává tette. Bebizonyította, hogy több, mint egy felszínes popsztár – művész volt, és egészen más, mint amit eddig láttunk, egy igazi erő, akivel számolni kell”. Morgan Evans a Harper’s Bazaar-tól úgy vélte, hogy Gaga VMA-előadása „bemutatta a világnak azt a sötétebb, vadabb oldalát, amelyről hamarosan ismert lesz”.

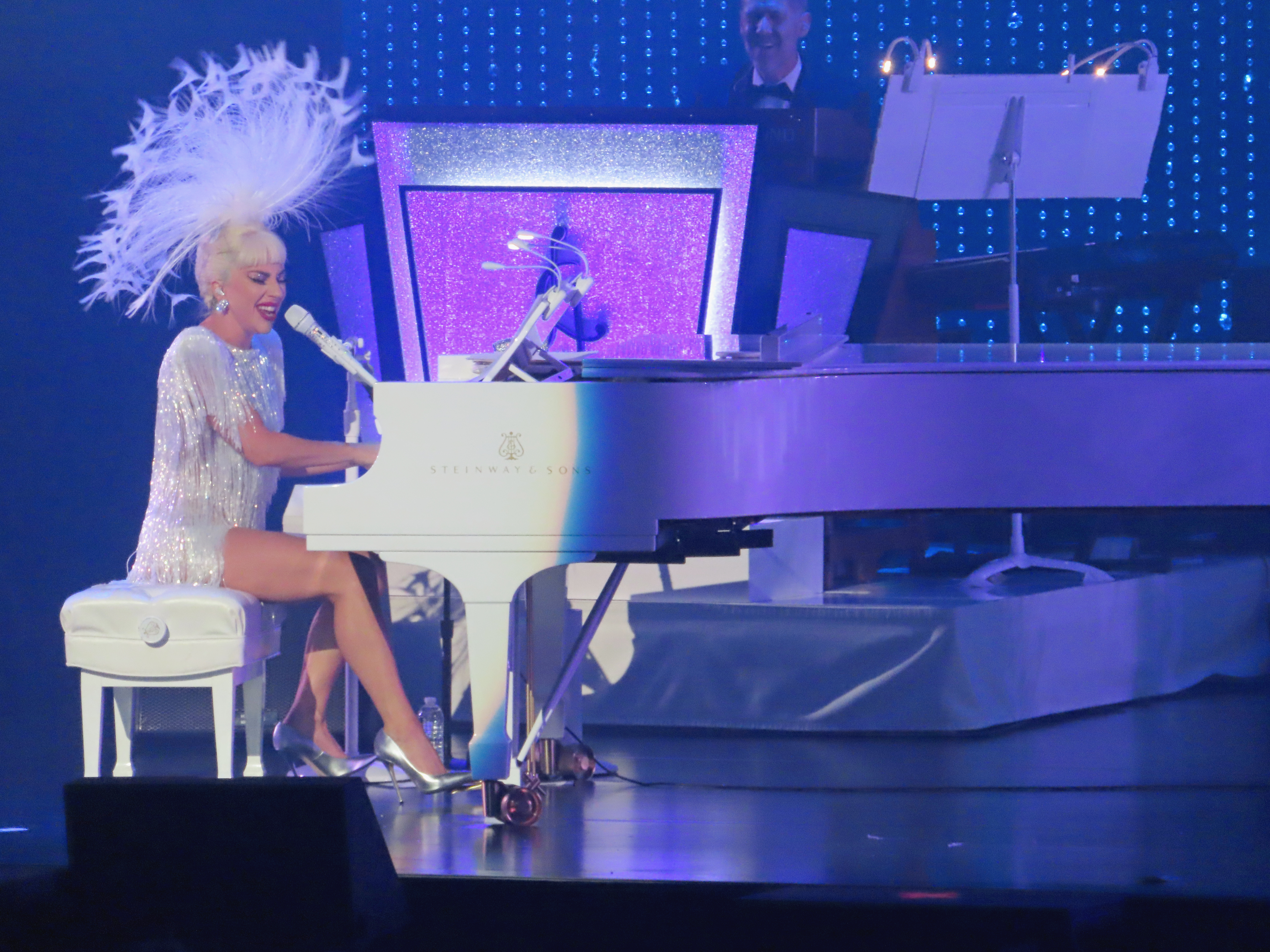
Gaga zongorán adja elő a Paparazzit a Las Vegas-i Jazz & Piano rezidenciáján (2022)

A dalt Gaga hasonló koreográfiával adta elő az NBC késő esti vígjátéka, a Saturday Night Live harmincötödik évadában. Gaga második, The Monster Ball Tour (2009–2011) turnéjának dallistájába is felvette a számot.  A turné első szakaszában egy Rapunzel-szerű karakter bőrébe bújva énekelte el. Mindegyik fonatához egy-egy táncos volt csatlakoztatva a színpadon. Az előadás alatt a háttérben csillagok jelentek meg. Az átdolgozott Monster Ball koncertek során Gaga megváltoztatta a dal koncepcióját és előadását. Thierry Mugler smaragdzöld ruháját viselte, és egy hatalmas, mechanikus halszerű szörnyeteg támadta meg. Gaga ezután levette a ruhát, hogy egy ugyanilyen színű dresszt villantson, a bridge alatt leereszkedett a színpad alá, hogy felvegye a pirotechnikai melltartóját. A dal zárókórusában Gaga visszatér, és a melltartó szikráival megöli a szörnyeteget. A dal Gaga 2012–2013-as turnéjának, a Born This Way Ballnak a setlistjén is szerepelt. Gaga feltűnően hiányzott a színpadról a dal első két percében, helyette „Mother G.O.A.T.”, egy lebegő mechanikus fej adta elő a számot. Gaga ezután felbukkant a színpadon, és úgy fejezte be a produkciót, hogy közben lelőtte a fejet, amitől az vért sírt.
Az ArtRave: The Artpop Ball turné (2014) során Gaga egy pöttyös gumiruhába öltözve adta elő a Paparazzi című számot, amelyből csápok nőttek ki a dereka és a feje körül. Rob Sheffield a Rolling Stone-tól úgy írta le a megjelenését, mintha „egy felfújható, tintahalszerű szerkezet nőne ki a gerincéből”, míg Adam Carlson a Billboard-tól azt mondta, hogy a ruhája miatt Gaga úgy néz ki, mint „egy táncoló Ursula A kis hableányból”. A dal felkerült a Joanne World Tour (2017–2018) setlistjére, ahol Gaga piros bőrbodyt és bojtos bőrcsizmát viselt.
A Paparazzi elhangzott az énekesnő Las Vegas-i rezidenciáján, a Lady Gaga Enigma + Jazz & Piano (2018-2024) című, két különböző show-ból álló koncertsorozatán. Az Enigma koncerteken a Paparazzit egy lebegő, gömbszerű ketrecben adja elő, amely a közönség fölé emelkedik, míg a Jazz and Piano koncerten zongorán adja elő a dalt nagyzenekar által kísérve. Ez utóbbiról szólva John Katsilometes, a Las Vegas Review-Journal munkatársa úgy érvelt, hogy „ennek a dalnak az élő verziója Vegasban sláger lenne”, mondván, hogy a „dühöngő” előadás „mindig álló ovációra készteti a közönséget”. A dalt legközelebb a 2025-ös Coachellán adta elő egy visszafogott előadásban, ahol Gaga a videóklipre utalva egy hatalmas fehér ruhadarabban, sisakkal, fémlemezekkel és mankókkal együtt lépett a színpadra.

## Számlista és megjelenési forma
| Brit és ausztrál CD kislemez 1. Paparazzi (Album Version) – 3:28 2. Paparazzi (Filthy Dukes Remix) – 5:21 Kanadai, ausztrál, amerikai és francia remix EP 1. Paparazzi (Stuart Price Remix) – 3:19 2. Paparazzi (Moto Blanco Edit) – 4:05 3. Paparazzi (Filthy Dukes Club Mix) – 5:21 4. Paparazzi (James Carameta Tabloid Club Edit) – 4:27 Brit és ír remix EP 1. Paparazzi – 3:27 2. Paparazzi (Filthy Dukes Club Mix) – 5:21 3. Paparazzi (Moto Blanco Edit) – 4:05 4. Paparazzi (Stuart Price Remix) – 3:19 5. Paparazzi (Yuksek Remix) – 4:47 Amerikai iTunes Remix EP #2 1. Paparazzi (Chew Fu Ghettohouse Radio Edit) – 3:39 2. Paparazzi (Yuksek Remix) – 4:47 3. Paparazzi (James Camareta Tabloid Club Edit) – 4:27 | Amerikai The Remixes CD kislemez 1. Paparazzi (Demolition Crew Remix) – 3:55 2. Paparazzi (Moto Blanco Edit) – 4:05 3. Paparazzi (Stuart Price Remix) – 3:19 4. Paparazzi (Filthy Dukes Club Mix) – 5:21 5. Paparazzi (James Camareta Tabloid Club Edit) – 4:27 6. Paparazzi (Album Version) – 3:29 7. Paparazzi (Instrumental Version) – 3:29 Francia és német Remix EP / német CD kislemez 1. Paparazzi (Moto Blanco Edit) – 4:05 2. Paparazzi (Moto Blanco Bostic Dub) – 6:42 3. Paparazzi (Demolition Crew Remix) – 3:55 4. Paparazzi (Stuart Price Remix) – 3:19 5. Paparazzi (Filthy Dukes Club Mix) – 5:21 6. Paparazzi (Yuksek Remix) – 4:47 7. Paparazzi (James Camareta Tabloid Club Edit) – 4:27 8. Paparazzi (Radio Edit) – 3:28 |

## Közreműködők
Közreműködők listája a The Fame albumfüzete alapján.
- Lady Gaga – vokál, dalszerzés, társproducer, zongora, szintetizátor
- Rob Fusari – dalszerzés, producer
- Calvin "Sci-Fidelty" Gaines – programozás
- Robert Orton – hangkeverés
- Gene Grimaldi – maszterelés az Oasis Masteringben (Burbank, Kalifornia)
- Felvétel a 150 Studios-ban (Parsippany-Troy Hills, New Jersey)

## Helyezések
| Lista (2009–2010)                              | Legjobb helyezés |
| ---------------------------------------------- | ---------------- |
| Ausztrália (ARIA)                              | 2                |
| Ausztria (Ö3 Austria Top 40)                   | 3                |
| Belgium (Ultratop 50 Flanders)                 | 7                |
| Belgium (Ultratop 50 Wallonia)                 | 6                |
| Brazília (Billboard Brazilian Hot 100 Airplay) | 18               |
| Kanada (Canadian Hot 100)                      | 3                |
| Kanada AC (Billboard)                          | 37               |
| Kanada CHR/Top 40 (Billboard)                  | 2                |
| Kanada Hot AC (Billboard)                      | 2                |
| Horvátország (HRT)                             | 2                |
| Csehország (Rádio Top 100)                     | 1                |
| Dánia (Tracklisten Top 40)                     | 12               |
| European Hot 100 Singles (Billboard)           | 3                |
| Finnország (Singlet Top 20)                    | 9                |
| Franciaország (Single Top 100)                 | 6                |
| Németország (Media Control Charts)             | 1                |
| Magyarország (Dance Top 40)                    | 25               |
| Magyarország (Rádiós Top 40)                   | 10               |
| Írország (IRMA)                                | 4                |
| Izrael (Media Forest)                          | 3                |
| Olaszország (FIMI)                             | 3                |
| Luxembourg Digital Songs (Billboard)           | 6                |
| Hollandia (Top 40)                             | 4                |
| Hollandia (Single Top 100)                     | 17               |
| Új-Zéland (Recorded Music NZ)                  | 5                |
| Portugal Digital Songs (Billboard)             | 7                |
| Oroszország (Tophit Airplay)                   | 8                |
| Skócia (Scottish Singles Top 40)               | 1                |
| Szlovákia (Rádio Top 100)                      | 5                |
| Spanyolország (PROMUSICAE)                     | 46               |
| Dél-Korea Nemzetközi dalok (Gaon)              | 80               |
| Svédország (Sverigetopplistan)                 | 22               |
| Svájc (Schweizer Hitparade)                    | 4                |
| Egyesült Királyság (UK Singles Chart)          | 4                |
| US Billboard Hot 100                           | 6                |
| US Adult Contemporary (Billboard)              | 15               |
| US Adult Top 40 (Billboard)                    | 14               |
| US Hot Dance Club Songs (Billboard)            | 1                |
| US Mainstream Top 40 (Billboard)               | 1                |
| US Rhythmic (Billboard)                        | 7                |

| Lista (2017)                              | Legjobb helyezés |
| ----------------------------------------- | ---------------- |
| US Hot Dance/Electronic Songs (Billboard) | 17               |

| Lista (2024–2025)                      | Legjobb helyezés |
| -------------------------------------- | ---------------- |
| Brazília (Brasil Hot 100)              | 76               |
| Lengyelország (Polish Airplay Top 100) | 56               |
| Szingapúr (RIAS)                       | 26               |

| Lista (2009)                                 | Helyezés |
| -------------------------------------------- | -------- |
| Ausztrália (ARIA)                            | 12       |
| Ausztria (Ö3 Austria Top 40)                 | 21       |
| Belgium (Ultratop 50 Flanders)               | 74       |
| Belgium (Ultratop 50 Wallonia)               | 59       |
| Kanada (Canadian Hot 100)                    | 18       |
| European Hot 100 Singles (Billboard)         | 34       |
| Franciaország (SNEP)                         | 92       |
| Németország (Media Control Charts)           | 23       |
| Magyarország (Dance Top 40)                  | 129      |
| Magyarország (Rádiós Top 40)                 | 49       |
| Olaszország (FIMI)                           | 24       |
| Hollandia (Dutch Top 40)                     | 31       |
| Hollandia (Single Top 100)                   | 95       |
| Új-Zéland (Recorded Music NZ)                | 41       |
| Oroszország (Tophit Airplay)                 | 45       |
| Svájc (Schweizer Hitparade)                  | 29       |
| Egyesült Királyság (Official Charts Company) | 18       |
| US Billboard Hot 100                         | 53       |

| Lista (2010)                         | Helyezés |
| ------------------------------------ | -------- |
| European Hot 100 Singles (Billboard) | 45       |
| Franciaország (SNEP)                 | 61       |
| US Billboard Hot 100                 | 64       |
| US Adult Contemporary (Billboard)    | 38       |

| Lista (2011)                 | Helyezés |
| ---------------------------- | -------- |
| Oroszország (TopHit Airplay) | 173      |

| Lista (2000–09)   | Helyezés |
| ----------------- | -------- |
| Ausztrália (ARIA) | 78       |

## Minősítések és eladási adatok
| Régió | Minősítés  | Eladott példányszám |
| --- | ---------- | ------------------- |
| Ausztrália (ARIA) | 6× platina | 420 000‡            |
| Ausztria (IFPI Austria) | platina    | 30 000*             |
| Brazília (Pro-Música Brasil) | 3× platina | 180 000‡            |
| Dánia (IFPI Denmark) | arany      | 15 000^             |
| Franciaország (SNEP) |            | 120 000             |
| Németország (BVMI) | 3× arany   | 450 000‡            |
| Olaszország (FIMI) | platina    | 30 000*             |
| Új-Zéland (RMNZ) | 2× platina | 60 000‡             |
| Svédország (GLF) | arany      | 10 000^             |
| Svájc(IFPI Switzerland) | arany      | 15 000^             |
| Egyesült Királyság (BPI) | 2× platina | 1 200 000‡          |
| Egyesült Államok (RIAA) | 5× platina | 3 600 000           |
| * Eladási példányszámok kizárólag a minősítés alapján. ^ Kiszállítási példányszámok kizárólag a minősítés alapján. ‡ Eladási+streaming példányszámok kizárólag a minősítés alapján. |            |                     |

## Megjelenések
| Régió              | Dátum                | Formátum            | Változat                   | Kiadó      | For.    |
| ------------------ | -------------------- | ------------------- | -------------------------- | ---------- | ------- |
| Brit-szigetek      | 2009. július 6.      | Digitális letöltés  | Eredeti                    | Interscope | [ 172 ] |
| Egyesült Királyság | 2009. július 6.      | CD kislemez         | Eredeti Filthy Dukes remix | Polydor    | [ 90 ]  |
| Ausztrália         | 2009. július 10.     | CD kislemez         | Eredeti Filthy Dukes remix | Interscope | [ 91 ]  |
| Olaszország        | 2009. július 10.     | Rádiós megjelenés   | Eredeti                    | Universal  | [ 173 ] |
| Egyesült Államok   | 2009. szeptember 1.  | Rhythmic rádió      | Eredeti                    | Interscope | [ 174 ] |
| Egyesült Államok   | 2009. szeptember 8.  | Kortárs slágerrádió | Eredeti                    | Interscope | [ 175 ] |
| Világszerte        | 2009. szeptember 8.  | Digitális letöltés  | The Remixes                | Interscope | [ 176 ] |
| Németország        | 2009. szeptember 11. | CD kislemez         | Eredeti                    | Interscope | [ 177 ] |
| Világszerte        | 2009. szeptember 29. | Digitális letöltés  | The Remixes Part Deux      | Interscope | [ 178 ] |
| Franciaország      | 2009. december 7.    | CD kislemez         | Eredeti                    | Polydor    | [ 179 ] |

## Fordítás
- Ez a szócikk részben vagy egészben  a   Paparazzi (Lady Gaga song) című angol Wikipédia-szócikk fordításán alapul.  Az eredeti cikk szerkesztőit annak laptörténete sorolja fel. Ez a jelzés csupán a megfogalmazás eredetét és a szerzői jogokat jelzi, nem szolgál a cikkben szereplő információk forrásmegjelöléseként.

## Forrás
1. ↑  Kaufman, Gil. „Lady Gaga/ Rob Fusari Lawsuit: A Closer Look – Music, Celebrity, Artist News”, MTV News, 2010. március 19.. [2011. július 16-i dátummal az eredetiből archiválva] (Hozzáférés: 2013. október 8.)
2. ↑  Lady Gaga Sued By Producer Rob Fusari. Billboard. [2013. szeptember 15-i dátummal az eredetiből archiválva]. (Hozzáférés: 2013. október 8.)
3. ↑  Gregory, Jason. „Lady GaGa gets naked for Rolling Stone cover shoot”, Daily Mirror, 2009. május 28.. [2011. július 16-i dátummal az eredetiből archiválva] (Hozzáférés: 2009. május 28.)
4. ↑  Resende, Sasha. „Lady Gaga unleashes an electro-pop 'Monster'”, The Michigan Daily, University of Michigan, 2009. december 9.. [2014. október 24-i dátummal az eredetiből archiválva] (Hozzáférés: 2014. június 27.)
5. ↑  Interview With RedOne. HitQuarters, 2009. március 23. [2010. január 13-i dátummal az eredetiből archiválva]. (Hozzáférés: 2009. december 19.)
6. 1 2 3  Herbert, Emily. Lady Gaga: Queen of Pop. John Blake Publishing, 67–74. o. (2010). ISBN 978-1-84454-963-4
7. ↑  Hiatt, Brian: Lady Gaga, New York Doll. Rolling Stone, 2009. június 11. [2014. szeptember 4-i dátummal az eredetiből archiválva]. (Hozzáférés: 2014. szeptember 6.)
8. ↑  Hutchinson, Jane. „Radio GaGa”, The Daily Telegraph, 2009. június 21.. [2011. július 16-i dátummal az eredetiből archiválva] (Hozzáférés: 2009. június 22.)
9. 1 2  Germanotta, Stefani (2008). Album jegyzetek for The Fame. Interscope Records.
10. 1 2  Sawdey, Evan: Lady GaGa > The Fame. PopMatters, 2009. január 12. [2013. október 27-i dátummal az eredetiből archiválva]. (Hozzáférés: 2009. április 30.)
11. ↑  Zaleski, Annie: Lady Gaga: The Fame Monster. Las Vegas Weekly, 2009. november 24. [2014. május 6-i dátummal az eredetiből archiválva]. (Hozzáférés: 2017. július 21.)
12. 1 2  Saxberg, Lynn: Concert Review: Lady Gaga's Fame Ball. Ottawa Citizen, 2009. március 28. [2009. augusztus 15-i dátummal az eredetiből archiválva]. (Hozzáférés: 2009. április 30.)
13. ↑  Rosen, Craig. „Lady GaGa wows with big beats, bluesy surprises”, Reuters, 2009. március 16.. [2014. február 1-i dátummal az eredetiből archiválva] (Hozzáférés: 2013. április 9.)
14. ↑  Lady Gaga 'Paparazzi' Sheet Music. Musicnotes.com. Alfred Publishing, 2008. [2011. július 16-i dátummal az eredetiből archiválva]. (Hozzáférés: 2014. július 24.)
15. ↑  Hogwood, Ben: Lady Gaga – The Fame. MusicOMH, 2009. január 12. [2009. január 22-i dátummal az eredetiből archiválva]. (Hozzáférés: 2009. április 30.)
16. 1 2  Hobart, Erika. „Some Like It Pop”, New Times Broward-Palm Beach, 2009. március 21.. [2009. április 22-i dátummal az eredetiből archiválva] (Hozzáférés: 2009. április 30.)
17. ↑  The Ultimate Ranking of Lady Gaga's Catalogue. Rolling Stone, 2011. május 28. [2013. december 15-i dátummal az eredetiből archiválva]. (Hozzáférés: 2011. május 28.)
18. ↑  Menze, Jill: Lady Gaga / May 2, 2009 / New York (Terminal 5). Billboard, 2009. május 4. [2011. július 16-i dátummal az eredetiből archiválva]. (Hozzáférés: 2009. május 5.)
19. ↑  Petridis, Alex. „Lady Gaga: The Fame”, The Guardian, 2009. január 9.. [2013. szeptember 22-i dátummal az eredetiből archiválva] (Hozzáférés: 2009. április 30.)
20. ↑  Erlewine, Stephen Thomas: [[[:Sablon:AllMusic]] The Fame > Overview]. AllMusic, 2008. szeptember 8. (Hozzáférés: 2009. április 30.)
21. ↑  Elan, Priya. „The Big CD: Lady GaGa – The Fame”, The Times, 2009. január 10. (Hozzáférés: 2009. április 17.) [halott link]
22. ↑  Balls, David: Lady GaGa: 'Paparazzi'. Digital Spy, 2009. június 15. [2011. július 16-i dátummal az eredetiből archiválva]. (Hozzáférés: 2014. július 24.)
23. ↑  Du Lac, Freedom. „'Fame' Isn't Worth Getting GaGa Over”, The Washington Post , 2008. október 28.. [2010. szeptember 3-i dátummal az eredetiből archiválva] (Hozzáférés: 2009. április 30.)
24. ↑  Troussé, Stephen: The Top 100 Tracks of 2009. Pitchfork Media, 2009. december 14. [2011. július 16-i dátummal az eredetiből archiválva]. (Hozzáférés: 2010. június 6.)
25. ↑  Best Albums and Tracks of 2009. NME. [2015. július 15-i dátummal az eredetiből archiválva]. (Hozzáférés: 2015. augusztus 8.)
26. ↑  Pietroluongo, Silvio: Jay Sean leads packed Hot 100 Top Five. Billboard, 2009. október 8. [2013. február 12-i dátummal az eredetiből archiválva]. (Hozzáférés: 2009. október 9.)
27. ↑  Trust, Gary: Chart Beat Thursday: Live-Blogging The Hot 100. Billboard, 2009. szeptember 24. [2013. április 13-i dátummal az eredetiből archiválva]. (Hozzáférés: 2009. szeptember 26.)
28. ↑  Trust, Gary: Lady Gaga Sets Latest Billboard Chart Record. Billboard, 2009. november 3. [2014. május 25-i dátummal az eredetiből archiválva]. (Hozzáférés: 2009. november 3.)
29. 1 2   "Lady Gaga Chart History (Dance Club Songs)". Billboard.
30. 1 2  Trust, Gary: Ask Billboard: Lady Gaga's Career Sales, The Biggest No. 2 Hits & Ed Sheeran's Latest Chart Record. Billboard, 2018. február 25. [2018. február 25-i dátummal az eredetiből archiválva]. (Hozzáférés: 2018. február 25.)
31. ↑  Grein, Paul: Week Ending May 8, 2011. Songs: Rolling In The Dough. Yahoo! Music, 2011. május 11. [2012. július 8-i dátummal az eredetiből archiválva]. (Hozzáférés: 2011. május 11.)
32. 1 2  American single   certifications – Lady Gaga – Paparazzi. Amerikai Hanglemezgyártók Szövetsége. (Hozzáférés: 2020. március 27.) Ha szükséges, kattints ide Advanced, kattints ide Format, válaszd ki Single,  kattints ide SEARCH.
33. ↑  Canadian Hot 100: Biggest Jump. Billboard, 2009. június 27. [2011. július 16-i dátummal az eredetiből archiválva]. (Hozzáférés: 2009. június 30.)
34. ↑  Canadian Hot 100. Billboard, 2009. szeptember 12. [2011. július 16-i dátummal az eredetiből archiválva]. (Hozzáférés: 2009. szeptember 3.)
35. 1 2  "Australian-charts.com – Lady Gaga – Paparazzi". ARIA Top 50 Singles.
36. 1 2  ARIA Charts – Accreditations – 2024 Singles. Australian Recording Industry Association. (Hozzáférés: 2024. március 8.)
37. 1 2  "Charts.org.nz – Lady Gaga – Paparazzi". Top 40 Singles.
38. 1 2  Single Certification Search – Lady Gaga – Paparazzi. RadioScope. Recorded Music NZ. (Hozzáférés: 2024. december 16.)
39. ↑  Sexton, Paul: Kasabian, Pixie Lott Debut Atop U.K. Charts. Billboard, 2009. június 15. [2013. július 6-i dátummal az eredetiből archiválva]. (Hozzáférés: 2009. június 19.)
40. ↑  Sexton, Paul: Dave Guetta, Kelly Rowland Song 'Takes Over' U.K. Singles Chart. Billboard, 2009. június 22. [2013. szeptember 16-i dátummal az eredetiből archiválva]. (Hozzáférés: 2009. június 24.)
41. 1 2  "Official Singles Chart Top 100". Official Charts Company.
42. ↑  Lady Gaga's Official Top 40 biggest songs in the UK (angol nyelven). www.officialcharts.com. (Hozzáférés: 2022. július 25.)
43. 1 2  British single   certifications – Lady Gaga – Paparazzi. Brit Hanglemezgyártók Szövetsége. (Hozzáférés: 2024. szeptember 20.)
44. ↑  Chart Track: Week 20, 2009. Irish Singles Chart. [2012. február 29-i dátummal az eredetiből archiválva]. (Hozzáférés: 2009. május 14.)
45. 1 2  "The Irish Charts – Search Results – Paparazzi". Irish Singles Chart.  (Hozzáférés ideje: January 25, 2020)
46. 1 2  "Germancharts.de – Lady Gaga – Paparazzi" (német nyelven). Media Control Charts. PhonoNet GmbH.
47. 1 2  "Nederlandse Top 40 – Lady Gaga search results" (holland nyelven) Dutch Top 40.
48. 1 2  "Italiancharts.com – Lady Gaga – Paparazzi". Top Digital Download.
49. ↑  Odell, Amy. „Lady Gaga's Stylist Demystifies the Most Amazing Job Ever”, New York, 2009. június 9.. [2012. november 6-i dátummal az eredetiből archiválva] (Hozzáférés: 2009. június 10.)
50. ↑  Blake, Lindsay: Scene It Before: Villa de Leon from The Gambler'. Los Angeles, 2015. április 30. [2016. január 12-i dátummal az eredetiből archiválva]. (Hozzáférés: 2016. január 12.)
51. ↑  Steeples, Matthew: Tarred by Paparazzi. The Steeple Times, 2012. október 16. [2016. január 12-i dátummal az eredetiből archiválva]. (Hozzáférés: 2016. január 12.)
52. ↑  „Lady Gaga 'Very Pleased' With New Music Video”, MTV News, 2009. május 11.. [2014. július 15-i dátummal az eredetiből archiválva] (Hozzáférés: 2009. május 12.)
53. 1 2  Patch, Nick. „Lady Gaga announced as performer at MuchMusic Video Awards in June”, 2009. május 26.. [2014. január 19-i dátummal az eredetiből archiválva] (Hozzáférés: 2009. május 26.)
54. ↑  Vena, Jocelyn. „Lady Gaga Inspired By Princess Diana, Faith No More”, MTV, 2009. szeptember 2.. [2015. április 15-i dátummal az eredetiből archiválva] (Hozzáférés: 2009. szeptember 2.)
55. 1 2 3 4 5 6  Kaufman, Gil. „Lady Gaga Angry That Epic 'Paparazzi' Video Leaked”, MTV, 2009. május 29.. [2014. július 16-i dátummal az eredetiből archiválva] (Hozzáférés: 2009. június 1.)
56. 1 2  Kreps, Daniel. Lady Gaga's Sexy, Cinematic "Paparazzi" Video Hits the Web (2009. május 29.)
57. 1 2 3  Semigran, Aly: Lady GaGa's new 'Paparazzi' video/mini-movie: We have no words. Entertainment Weekly, 2009. május 29. [2009. november 17-i dátummal az eredetiből archiválva]. (Hozzáférés: 2009. június 1.)
58. 1 2  Pickard, Anna. „Lady GaGa – Paparazzi”, The Guardian, 2009. június 4.. [2015. június 30-i dátummal az eredetiből archiválva] (Hozzáférés: 2009. június 7.)
59. ↑  On Air with Ryan Seacrest – Lady Gaga. On Air with Ryan Seacrest, 2010. február 5. [2016. január 13-i dátummal az eredetiből archiválva]. (Hozzáférés: 2010. február 8.)
60. ↑  Beyonce and Lady Gaga Tied With Nine '2009 MTV Video Music Awards' Nominations While Britney Spears Comes In a Close Second With Seven Nods. [2014. május 21-i dátummal az eredetiből archiválva]. (Hozzáférés: 2009. augusztus 4.)
61. ↑  „2009 MTV Video Music Awards Winners”, MTV. [2010. január 8-i dátummal az eredetiből archiválva] (Hozzáférés: 2009. március 14.)
62. ↑  Paparazzi – The Album Chart show: Series 12, Episode 17. The Album Chart Show, 2009. február 14. [2014. július 14-i dátummal az eredetiből archiválva].
63. ↑  Lady GaGa performing "Paparazzi" Live on Capitol Radio, London. The Insider, 2009. május 1. [2009. május 5-i dátummal az eredetiből archiválva]. (Hozzáférés: 2009. május 11.)
64. ↑  „Lady GaGa spits fire from her breasts at Glastonbury”, NME, 2009. június 26.. [2013. július 18-i dátummal az eredetiből archiválva] (Hozzáférés: 2009. június 27.)
65. ↑  Piccoli, Sean. „Lady Gaga's larger-than-life stage show shrinks without a band”, South Florida Sun-Sentinel, 2009. április 9.. [2011. július 25-i dátummal az eredetiből archiválva] (Hozzáférés: 2009. április 15.)
66. 1 2  Harrington, Jim. „Lady Gaga delivers crazy dance-pop show”, Mercury News, 2009. március 16.. [2014. március 16-i dátummal az eredetiből archiválva] (Hozzáférés: 2009. április 30.)
67. ↑  Downing, Andy. „Lady Gaga delights”, Chicago Tribune, 2009. március 26.. [2011. július 17-i dátummal az eredetiből archiválva] (Hozzáférés: 2009. április 30.)
68. 1 2  Pastorek, Whitney: Lady GaGa live in L.A.: EW photo blog!. Entertainment Weekly, 2009. március 14. [2009. november 3-i dátummal az eredetiből archiválva]. (Hozzáférés: 2009. április 30.)
69. ↑  Rosen, Craig. „Lady GaGa wows with big beats, bluesy surprises”, The Hollywood Reporter, 2009. március 15.. [2014. február 1-i dátummal az eredetiből archiválva] (Hozzáférés: 2009. április 30.)
70. 1 2  Kaufman, Gil. „Lady Gaga Lets It Bleed During Eye-Popping VMA Performance”, MTV, 2009. szeptember 13.. [2014. július 15-i dátummal az eredetiből archiválva] (Hozzáférés: 2009. március 14.)
71. ↑  Kreps, Daniel: Lady Gaga Dedicates VMAs Performance to Her Fans: Inside the Afterparties. Rolling Stone, 2009. szeptember 14. (Hozzáférés: 2019. március 1.)
72. ↑  Laderer, Ashley: Lady Gaga's 32 Best Live Performances for Her 32nd Birthday: Critic's Picks. Billboard, 2018. március 28. [2022. július 28-i dátummal az eredetiből archiválva]. (Hozzáférés: 2019. február 26.)
73. ↑  Evans, Morgan. „Lady Gaga's 10 Most Amazing Live Performances”, Harper's Bazaar, 2017. január 31.. [2022. július 28-i dátummal az eredetiből archiválva] (Hozzáférés: 2022. július 28.)
74. ↑  Aswad, Jem. „Lady Gaga, Madonna Catfight, Almost Kiss On 'Saturday Night Live'”, MTV News, 2009. október 5.. [2015. július 25-i dátummal az eredetiből archiválva] (Hozzáférés: 2009. október 6.)
75. ↑  Powers, Ann. „Frank talk with Lady Gaga”, Los Angeles Times, 2009. december 13.. [2010. március 16-i dátummal az eredetiből archiválva] (Hozzáférés: 2009. december 15.)
76. ↑  Bourne, Dianne. „Lady Gaga launches Monster Ball tour at MEN Arena”, Manchester Evening News, 2010. február 18.. [2014. március 16-i dátummal az eredetiből archiválva] (Hozzáférés: 2010. február 24.)
77. ↑  Copsey, Robert: Lady GaGa, The Darkness at 'Born This Way Ball' Review. Digital Spy, 2012. szeptember 11. [2016. augusztus 28-i dátummal az eredetiből archiválva]. (Hozzáférés: 2016. július 5.)
78. ↑  Zemler, Emily: Lady Gaga Overstimulates, Preaches to the Choir at Staples Center: Concert Review. The Hollywood Reporter, 2013. január 22. (Hozzáférés: 2019. január 27.)
79. ↑  Sheffield, Rob: Lady Gaga's Live Artflop: NYC Ghosts and Flowers. Rolling Stone, 2014. április 23. [2016. március 25-i dátummal az eredetiből archiválva]. (Hozzáférés: 2016. február 24.)
80. ↑  Carlson, Adam: Lady Gaga's artRAVE: The ARTPOP Ball Shape-Shifts Through Atlanta. Billboard, 2014. május 7. [2016. április 16-i dátummal az eredetiből archiválva]. (Hozzáférés: 2016. február 24.)
81. ↑  Atkinson, Katie: Lady Gaga Brings All Her Pop-Star Personas to One Stage for Joanne World Tour Stop in Los Angeles. Billboard, 2017. szeptember 10. (Hozzáférés: 2017. szeptember 10.)
82. ↑  Yeo, Michele: Lady Gaga's Joanne Tour Costumes. Leather, Fringe, and Cowboy Boots, Oh My!. Entertainment Tonight Canada, 2017. augusztus 30. [2017. augusztus 14-i dátummal az eredetiből archiválva]. (Hozzáférés: 2017. szeptember 16.)
83. ↑  Barlow, Eve. „A Star Is Born Again: Lady Gaga's Vegas Residency Dazzles”, Vulture.com, 2018. december 30. (Hozzáférés: 2019. január 23.)
84. ↑  Spanos, Brittany: Review: Lady Gaga Maintains 'Poker Face' During Stellar Vegas Debut. Rolling Stone, 2018. december 29. (Hozzáférés: 2018. december 29.)
85. ↑  Willman, Chris. „Concert Review: Lady Gaga Outdoes Her Other Vegas Show With Masterful 'Jazz & Piano'”, Variety, 2019. január 21. (Hozzáférés: 2019. január 23.)
86. ↑  Katsilometes, John: Lady Gaga — and Stefani — jazz it up in Strip return. Las Vegas Review-Journal, 2021. október 15. [2021. október 16-i dátummal az eredetiből archiválva]. (Hozzáférés: 2021. október 16.)
87. ↑  Havens, Lyndsey: Lady Gaga's Coachella Headlining Set Was a Genius Commentary On Fame. Billboard, 2025. április 12. [2025. április 12-i dátummal az eredetiből archiválva]. (Hozzáférés: 2025. április 12.)
88. ↑  Walters, Meg: Lady Gaga's Coachella Set: All of the Easter Eggs to Mother Monster Lore. InStyle, 2025. április 12. [2025. április 12-i dátummal az eredetiből archiválva]. (Hozzáférés: 2025. április 12.)
89. ↑  Wood, Mikael: Lady Gaga proves she's music's greatest kook in campy Coachella thriller. Los Angeles Times, 2025. április 12. [2025. április 12-i dátummal az eredetiből archiválva]. (Hozzáférés: 2025. április 12.)
90. 1 2  Lady Gaga 'Paparazzi': UK CD Single. Amazon UK. [2009. augusztus 31-i dátummal az eredetiből archiválva]. (Hozzáférés: 2009. július 6.)
91. 1 2  Australian release date. Musicshop.com.au. [2012. szeptember 4-i dátummal az eredetiből archiválva]. (Hozzáférés: 2009. július 8.)
92. ↑  Paparazzi (The Remixes) – Lady Gaga – iTunes Remix EP. iTunes Store, 2009. január 1. [2016. március 4-i dátummal az eredetiből archiválva]. (Hozzáférés: 2009. szeptember 4.)
93. ↑  Paparazzi (The Remixes) – Lady Gaga – iTunes Remix EP. iTunes Store, 2009. július 6. [2009. november 24-i dátummal az eredetiből archiválva]. (Hozzáférés: 2009. szeptember 4.)
94. ↑  Paparazzi (The Remixes) – Lady Gaga – iTunes Remix EP. iTunes Store, 2009. január 1. [2009. november 16-i dátummal az eredetiből archiválva]. (Hozzáférés: 2009. szeptember 4.)
95. ↑  Paparazzi (The Remixes) – Lady Gaga – iTunes Remix EP. iTunes Store, 2009. július 6. [2009. november 20-i dátummal az eredetiből archiválva]. (Hozzáférés: 2009. szeptember 4.)
96. ↑  Lady Gaga – Paparazzi – UK iTunes Remix EP. iTunes Store, 2009. január 1. [2010. január 20-i dátummal az eredetiből archiválva]. (Hozzáférés: 2009. július 6.)
97. ↑  Lady Gaga – Paparazzi – Ireland iTunes Remix EP. iTunes Store, 2009. január 1. [2016. március 5-i dátummal az eredetiből archiválva]. (Hozzáférés: 2009. július 6.)
98. ↑  Paparazzi (The Remixes Part Deux) – EP by Lady GaGa. iTunes Store, 2009. január 1. [2010. március 9-i dátummal az eredetiből archiválva]. (Hozzáférés: 2010. március 12.)
99. ↑  Paparazzi 'The Remixes' CD. Interscope Records. [2009. szeptember 6-i dátummal az eredetiből archiválva]. (Hozzáférés: 2009. november 10.)
100. ↑  Lady Gaga – Paparazzi – French iTunes Remix EP (francia nyelven). iTunes Store, 2009. január 1. [2009. november 20-i dátummal az eredetiből archiválva]. (Hozzáférés: 2009. szeptember 21.)
101. ↑  Lady Gaga – Paparazzi – German iTunes Remix EP (holland nyelven). iTunes Store, 2009. január 1. [2015. március 3-i dátummal az eredetiből archiválva]. (Hozzáférés: 2009. szeptember 21.)
102. ↑  Lady Gaga – Paparazzi – The Remixes CD single (holland nyelven). Amazon Germany. [2010. május 2-i dátummal az eredetiből archiválva]. (Hozzáférés: 2010. május 25.)
103. ↑  "Lady Gaga – Paparazzi – Austriancharts.at" (német nyelven). Ö3 Austria Top 40.
104. ↑  "Ultratop.be – Lady Gaga – Paparazzi" (holland nyelven). Ultratop 50.
105. ↑  "Ultratop.be – Lady Gaga – Paparazzi" (francia nyelven). Ultratop 50.
106. ↑   (2010. március 1.) „Brazil Hot 100 Airplay” (portugál nyelven). Billboard Brasil, Brazil 79 (2).
107. ↑   "Lady Gaga Chart History (Canadian Hot 100)". Billboard.
108. ↑   "Lady Gaga Chart History (Canada AC)". Billboard.
109. ↑   "Lady Gaga Chart History (Canada CHR/Top 40)". Billboard.
110. ↑   "Lady Gaga Chart History (Canada Hot AC)". Billboard.
111. ↑  Top Lista Hrvatskog Radija. Croatian Radiotelevision. [2009. július 24-i dátummal az eredetiből archiválva]. (Hozzáférés: 2021. március 14.)
112. ↑  "ČNS IFPI" (cseh nyelven). Hitparáda – Radio Top 100 Oficiální. IFPI Czech Republic. Megjegyzés: a keresésnél válaszd ki a 200949 hetet!.
113. ↑  "Danishcharts.com – Lady Gaga – Paparazzi". Tracklisten.
114. ↑  Lady GaGa Album & Song Chart History. Billboard. European Hot 100 for Lady Gaga. [2014. július 17-i dátummal az eredetiből archiválva]. (Hozzáférés: 2010. január 25.)
115. ↑  "Lady Gaga: Paparazzi" (finn nyelven). Musiikkituottajat – IFPI Finland.
116. ↑  "Lescharts.com – Lady Gaga – Paparazzi" (francia nyelven). Les classement single.
117. ↑  "MAHASZ Dance Top 40 játszási lista. 2009/39. hét". Magyar Hanglemezkiadók Szövetsége.
118. ↑  "MAHASZ Rádiós Top 40 játszási lista. 2009/38. hét". Magyar Hanglemezkiadók Szövetsége.
119. ↑  Media Forest: Airplay chart: Week 33, 2009 (héber nyelven). Media Forest. [2014. július 18-i dátummal az eredetiből archiválva]. (Hozzáférés: 2014. július 15.)
120. ↑   "Lady Gaga Chart History (Luxembourg Digital Song Sales)". Billboard.
121. ↑  "Dutchcharts.nl – Lady Gaga – Paparazzi" (holland nyelven). Single Top 100.
122. ↑   "Lady Gaga Chart History (Portugal Digital Song Sales)". Billboard.
123. ↑  Lady Gaga – Paparazzi (Demo Full Remix)(listen to the song, watch the music video). Tophi. (Hozzáférés: 2021. május 9.)
124. ↑  "Archive Chart". Scottish Singles Top 40.
125. ↑  "SNS IFPI" (szlovák nyelven). Hitparáda – Radio Top 100 Oficiálna. IFPI Czech Republic. Megjegyzés: a keresésnél válaszd ki a 200938 hetet!.
126. ↑  "Spanishcharts.com – Lady Gaga – Paparazzi" Canciones Top 50.
127. ↑  Gaon Digital Chart: Week 3, 2010. Gaon Music Chart. (Hozzáférés: 2018. december 10.)
128. ↑  "Swedishcharts.com – Lady Gaga – Paparazzi". Singles Top 60.
129. ↑  "Lady Gaga – Paparazzi – swisscharts.com". Swiss Singles Chart.
130. ↑   "Lady Gaga Chart History (Hot 100)". Billboard.
131. ↑   "Lady Gaga Chart History (Adult Contemporary)". Billboard.
132. ↑   "Lady Gaga Chart History (Adult Pop Songs)". Billboard.
133. ↑   "Lady Gaga Chart History (Pop Songs)". Billboard.
134. ↑   "Lady Gaga Chart History (Rhythmic)". Billboard.
135. ↑   "Lady Gaga Chart History (Hot Dance/Electronic Songs)". Billboard.
136. ↑  Lady Gaga Chart History (Brasil Hot 100). Billboard. (Hozzáférés: 2025. május 14.)
137. ↑  OLiS – oficjalna lista airplay (lengyel nyelven). OLiS. (Hozzáférés: 2024. március 25.)
138. ↑  The Official Singapore Charts Week 21 (16 - 22 May 2025). RIAS. [2025. május 27-i dátummal az eredetiből archiválva]. (Hozzáférés: 2025. május 27.)
139. ↑  ARIA Charts – End Of Year Charts – Top 100 Singles 2009. Australian Recording Industry Association. [2010. november 12-i dátummal az eredetiből archiválva]. (Hozzáférés: 2010. január 9.)
140. ↑  2009 Year End Austrian Singles Chart. Ö3 Austria Top 40, 2009. [2011. október 15-i dátummal az eredetiből archiválva]. (Hozzáférés: 2010. július 16.)
141. ↑  Jaaroverzichten 2009 (Flanders) (holland nyelven). Ultratop, 2009. [2010. július 23-i dátummal az eredetiből archiválva]. (Hozzáférés: 2010. július 28.)
142. ↑  Rapports Annuels 2009 (Wallonia) (francia nyelven). Ultratop, 2009. [2010. január 31-i dátummal az eredetiből archiválva]. (Hozzáférés: 2010. július 28.)
143. ↑  Charts Year End: Canadian Hot 100. Billboard, 2009. december 31. [2013. június 26-i dátummal az eredetiből archiválva]. (Hozzáférés: 2010. január 12.)
144. ↑  2009 Charts Year End: European Hot 100 Singles. Billboard, 2009. december 31. [2013. március 15-i dátummal az eredetiből archiválva]. (Hozzáférés: 2010. január 12.)
145. ↑  2009 French Year-end (francia nyelven). SNEP. [2011. július 7-i dátummal az eredetiből archiválva]. (Hozzáférés: 2014. július 27.)
146. ↑  Viva Single Jahreschart 2009. MTV, 2009. december 31. [2012. június 8-i dátummal az eredetiből archiválva]. (Hozzáférés: 2009. december 23.)
147. ↑  Dance Top 100 - a hazai DJ-k játszásai alapján - 2009. Mahasz. [2024. január 25-i dátummal az eredetiből archiválva]. (Hozzáférés: 2024. március 27.)
148. ↑  Éves összesített listák – MAHASZ Rádiós TOP 100 (súlyozott). Mahasz. [2013. szeptember 21-i dátummal az eredetiből archiválva].
149. ↑  Classifiche annuali dei nel 2009 (olasz nyelven). Federation of the Italian Music Industry, 2010. január 19. [2010. január 23-i dátummal az eredetiből archiválva]. (Hozzáférés: 2010. december 18.)
150. ↑  2009 Dutch Top 40 Year End. MegaCharts. [2011. szeptember 28-i dátummal az eredetiből archiválva]. (Hozzáférés: 2010. május 6.)
151. ↑  Jaaroverzichten – Single 2009. dutchcharts.nl. (Hozzáférés: 2020. április 21.)
152. ↑  2009 Annual Single Chart: RMNZ. Recorded Music NZ. [2014. december 14-i dátummal az eredetiből archiválva]. (Hozzáférés: 2014. november 30.)
153. ↑  Airplay Detection Tophit 200 Yearly – 2009. Tophit. [2010. március 28-i dátummal az eredetiből archiválva]. (Hozzáférés: 2019. augusztus 9.)
154. ↑  2009 Year End Swiss Singles Chart. Swiss Music Charts, 2009. [2011. október 11-i dátummal az eredetiből archiválva]. (Hozzáférés: 2010. július 16.)
155. ↑  „Radio 1 to reveal best-selling singles and”, BBC, 2009. december 31.. [2010. február 8-i dátummal az eredetiből archiválva] (Hozzáférés: 2010. január 12.)
156. ↑  Charts Year End: The Billboard Hot 100. Billboard, 2009. december 31. [2013. április 14-i dátummal az eredetiből archiválva]. (Hozzáférés: 2010. január 12.)
157. ↑  Charts Year End: European Hot 100 Singles. Billboard, 2009. december 31. [2013. április 28-i dátummal az eredetiből archiválva]. (Hozzáférés: 2010. január 12.)
158. ↑  Top Singles - SNEP. SNEP. (Hozzáférés: 2022. szeptember 25.)
159. ↑  The Billboard Hot 100 2010 Year End. Billboard, 2010. december 8. [2010. szeptember 11-i dátummal az eredetiből archiválva]. (Hozzáférés: 2010. december 8.)
160. ↑  2010 Year-End Billboard Adult Contemporary Songs. Billboard. [2015. szeptember 6-i dátummal az eredetiből archiválva]. (Hozzáférés: 2010. december 9.)
161. ↑  Top Radio Hits Russia Annual Chart 2011 (orosz nyelven). TopHit. [2023. március 10-i dátummal az eredetiből archiválva]. (Hozzáférés: 2023. március 15.)
162. ↑  McCabe, Kathy. „Delta Goodrem's talents top the charts”, The Daily Telegraph, 2010. január 7.. [2010. január 9-i dátummal az eredetiből archiválva] (Hozzáférés: 2010. január 12.)
163. ↑  Austrian single   certifications – Lady Gaga – Paparazzi (német nyelven). IFPI Austria. (Hozzáférés: 2024. november 20.)
164. ↑  Brazilian single   certifications – Lady Gaga – Paparazzi (portugál nyelven). Pro-Música Brasil. (Hozzáférés: 2024. április 19.)
165. ↑  Certificeringer marts – maj 2010 (dán nyelven). International Federation of the Phonographic Industry, 2010. június 1. [2013. november 11-i dátummal az eredetiből archiválva]. (Hozzáférés: 2011. december 14.)
166. ↑  French    certifications (francia nyelven). Syndicat National de l’Édition Phonographique
167. ↑  Hamard, Jonathan: Lady Gaga : quels sont les plus gros tubes de la popstar en France ? (francia nyelven). Charts in France, 2015. május 16. (Hozzáférés: 2021. május 10.)
168. ↑  Gold-/Platin-Datenbank (Lady Gaga; 'Paparazzi') (német nyelven). Bundesverband Musikindustrie. (Hozzáférés: 2024. április 5.)
169. ↑  Italian single   certifications – Lady Gaga – Paparazzi (olasz nyelven). Federazione Industria Musicale Italiana. (Hozzáférés: 2011. szeptember 28.) Válaszd ki a(z) "2009". évet az "Anno" lenyíló menüben. Válaszd ki a(z) "Paparazzi" kiadványt a "Filtra" mezőben. Válaszd ki a(z) "Singoli online" a "Sezione" alatt.
170. ↑  Guld- och Platinacertifikat − År 2009 (svéd nyelven) (PDF). IFPI Sweden. (Hozzáférés: 2011. szeptember 28.)
171. ↑  The Official Swiss Charts and Music Community: Awards ('Paparazzi'. IFPI Switzerland. (Hozzáférés: 2024. április 5.)
172. ↑  Sexton, Paul: Green Day Rises To European Chart Summit. Billboard, 2009. május 28. [2014. november 3-i dátummal az eredetiből archiválva]. (Hozzáférés: 2009. május 29.)
173. ↑  EarOne | Radio Date, le novita musicali della settimana (olasz nyelven). EarOne. (Hozzáférés: 2020. augusztus 24.)
174. ↑  FMQB: Radio Industry News, Music Insudtry Updates, Arbitron Ratings, Music News and More!. [2013. június 2-i dátummal az eredetiből archiválva]. (Hozzáférés: 2021. február 9.)
175. ↑  Available For Airplay. FMQB. [2012. március 21-i dátummal az eredetiből archiválva]. (Hozzáférés: 2009. augusztus 5.)
176. ↑  Paparazzi (The Remixes) – EP by Lady GaGa, 2009. szeptember 8. [2009. november 16-i dátummal az eredetiből archiválva]. (Hozzáférés: 2021. február 8.)
177. ↑  German CD single. Bravado.de, 2009. szeptember 11. [2012. március 3-i dátummal az eredetiből archiválva]. (Hozzáférés: 2010. február 24.)
178. ↑  Paparazzi (The Remixes Part Deux) – EP by Lady GaGa, 2009. szeptember 29. [2010. március 9-i dátummal az eredetiből archiválva]. (Hozzáférés: 2021. február 8.)
179. ↑  French CD single. Fnac, 2009. december 7. [2011. július 16-i dátummal az eredetiből archiválva]. (Hozzáférés: 2010. február 24.)